# Buchanania palawensis
Buchanania palawensis là một loài thực vật có hoa trong họ Đào lộn hột. Loài này được Lauterb. mô tả khoa học đầu tiên năm 1921.